# China Railway Engineering
China Railway Engineering Corporation (CRECG) er en statsejet kinesisk byggevirksomhed, som er underlagt Kinas statsråd. Virksomheden er majoritetsaktionær i China Railway Group Limited (CREC). Den kendes især for at bygge jernbaner og broer i Kina.